# Kukurá
Kukurá (Cucura), pleme danas nestalih američkih Indijanaca s rijeke Rio Verde u Brazilskoj državi Mato Grosso. 
Pleme je slabo poznato i jezično su izolirani (Cestmir Loukotka), premda možda članovi Velike porodice Macro-Cariban. Kukure su poznati etnografu i botaničaru Alberto Vojtech Fricu.

## Vanjske poveznice
- Alberto Vojtech Fric - viajero, etnógrafo y botánico Alberto  Arhivirana inačica izvorne stranice od 28. siječnja 2005. (Wayback Machine)